# Bensdorp

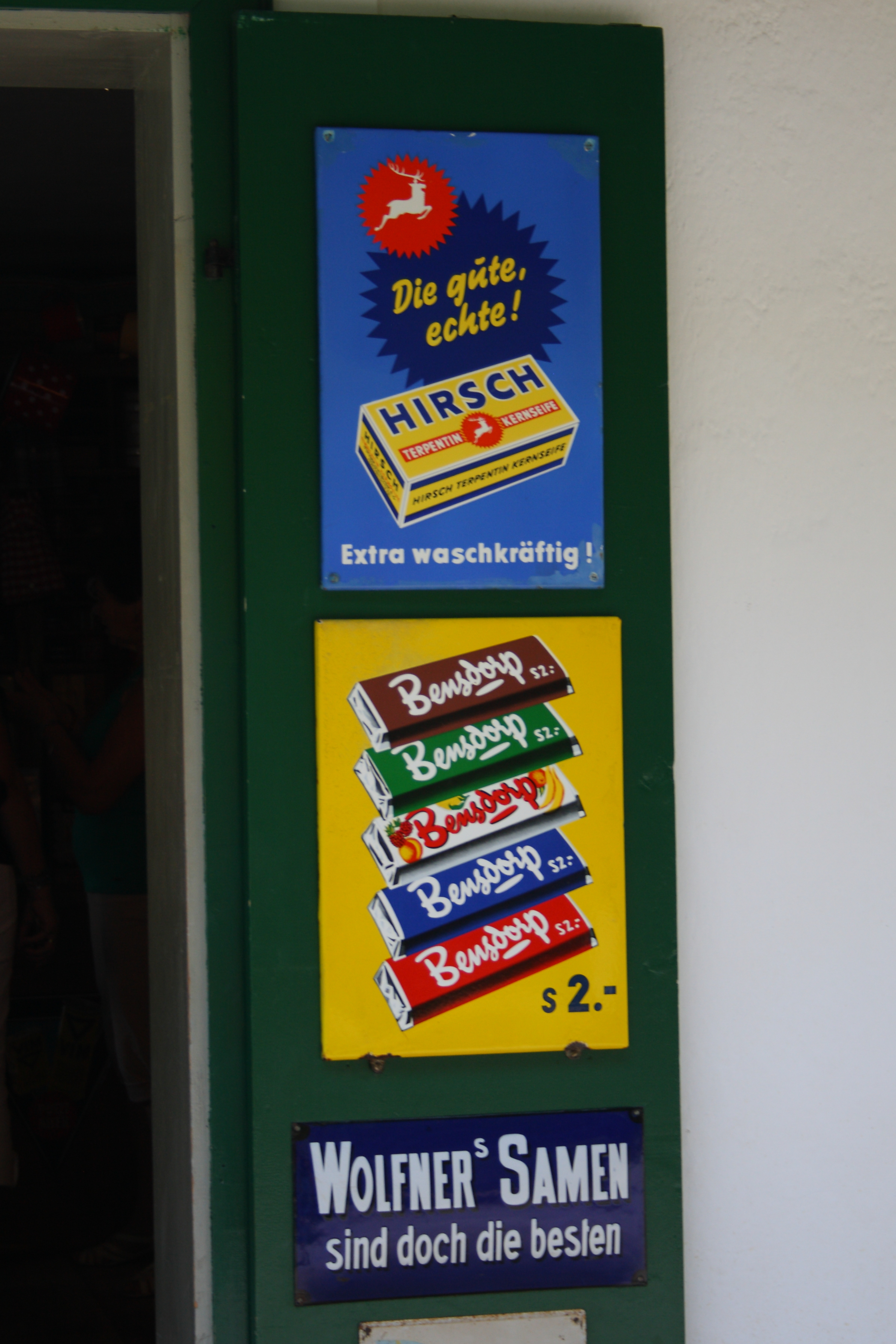
Alte Werbetafel im Österreichischen Freilichtmuseum

Bensdorp ist eine zum Schweizer Schokoladeproduzenten Barry Callebaut gehörende Marke.

## Geschichte
Das Unternehmen wurde im Jahre 1840 in der Kerkstraat 184 in Amsterdam von Gerardus Bernardus Bensdorp als Schokoladenfabrik gegründet. Ende des 19. und Anfang des 20. Jahrhunderts entstanden Filialen in Deutschland und Österreich.
Im Jahre 1901 wurde die Bensdorp-Schokoladenfabrik in der deutschen Stadt Kleve errichtet, in unmittelbarer Nähe der Margarinewerke Van den Bergh. Im Zweiten Weltkrieg wurde die Schokoladenfabrik komplett zerstört, erst 1949 konnte der Betrieb wieder aufgenommen werden. 1962 fusionierte Bensdorp mit dem Kakaohersteller Blooker's Cacao- en Chocolade Fabrieken mit Sitz in Amsterdam. Im Oktober 1971 wurde ein neues Bürogebäude bezogen und 1972 übernahm der Unilever-Konzern die Firma.
Der Klever Standort spezialisierte sich auf die Produktion von Kakaopulver und Kakaobutter. 1974 wechselte der Vertrieb der Bensdorp-Produkte nach Hamburg und mit Kurzarbeit im Sommer 1975 kündigten sich Probleme bei der Kakaoproduktion an. Mangelnde Exportnachfrage läutete das Ende von Bensdorp in Kleve ein. Im Oktober 1980 wurde die Schließung des Klever Standortes zum 1. Februar 1981 mitgeteilt. Rund 100 Mitarbeiter wurden vom Unilever-Konzern übernommen. Im ehemaligen Bensdorp-Bürogebäude wurde ab März 1984 eine Wirtschaftsschule eingerichtet. 
Die Firma wurde 1984 an die Barry-Gruppe verkauft. Barry ging 1996 in Barry Callebaut auf. Während Bensdorp Schokolade bis heute bei Barry Callebaut liegt, wurden die Marken Benco, KakaoExpress und Bensdorp Haushaltskakao 2018 an Carambar & Co verkauft.

## Produkte
Lange Zeit war um 1970 der Bensdorp-Riegel – massesparend mit Rillen – für 1 Schilling die kostengünstigste Portion Schokolade in Österreich. Es gab sie in den Sorten Milchschokolade ohne (blau bedruckte Papierschleife über Aluminiumpapier-Umschlag) und mit Nüssen (grün). Die dickeren, schmaleren, schwereren Riegel gab es in einigen Sorten mehr, etwa auch als Bitterschokolade oder gefüllt um 2 bis 2,50 S. Verbreitet sind bis heute 100-g-Tafeln mit verschiedenen Füllungen.
125 g alkalisiertes Kakaopulver gibt es seit zumindest 1960 in der blau-rot bedruckten Faltschachtel mit eingeklebtem Papiersack. Das Markenzeichen darauf ist seit damals das Profil eines Frauenkopfs mit holländischer Trachtenhaube.